# Klasszy Vencel
Klasszy Vencel (Nagysink, ? – 1849. február) magyar szabómester.

## Élete
Egy szászok és románok lakta erdélyi városban, Nagysinken született. 1830-ban kapott pesti polgárjogot. Hunyady Lászlóhoz címzett boltját először a Zöldfa utcában, majd a Franciskánusok piacán működtette. 1848-ig folyamatosan divatképeket, cikkeket jelentetett meg. Móth Endrével közösen egy könyvet adtak ki a nemzetiségről, melyben Klasszy a nemzeti öltözetet mutatta be szóban és képben. Az 1840-es években a magyar szabó céh céhmestere volt. Szerepelt az Iparegyesület választmányi tagjai között is. A Pesti Magyar Színház javára többször adakozott, köztük magyar viseletet is készített a színháznak. A szabadságharc idején nemzetőr volt. Feltehetően 1849 februárjában hunyt el.

## Munkássága
A 19. században ilyen személy volt Venzel Klang, magyarosított nevén Klasszy Vencel, aki az egyik legnevesebb magyar szabómester volt. A mesterek hiába voltak ország, sőt világszerte ismertek és elismertek a 20. századig nem tekintették ezt a foglalkozást művészetnek, csak mesterségnek.
Az Osztrák–Magyar Monarchia idején a magyar ruha költeményeknek Európa szerte híre volt. A leghíresebb szabók, mint Klasszy s mellette említésre kerülő Kostyál Ádám, kor elvárásainak megfelelően a párizsi modelleket felhasználva, saját elképzelésükkel és szabásvonalaikkal egészítettek ki. Így a 16-17. századi magyar viseletet európaivá tették. Nem volt ritka, hogy a szabómesterek évente legalább egyszer Párizsba mentek, s az ott látottakat és tapasztalatokat itthon kamatoztassák.
A Tudományos Gyűjtemény 1830-ban metszeteket közölt Klasszy műhelyéből, melyre a Hasznos Mulatságok című lap a következőképpen reagált:
„Nem akarunk eféle művészeink közül senkinek botránkozást szerezni, de azzal tartozunk az igazságnak, hogy e tárgyban, mind újabb szabások feltalálásában, mind összeköttetésben külön szorgalommal s feláldozással fáradozik Klasszy Vencel pesti magyar szabó.”
Tehát ezen írásból kiderül, hogy az akkori társadalom által elismert szabó volt, mely szimpátiának a sajtó is hangot adott.

## Konfliktusok
Ez a megnyilvánulás más szabókból, köztük leginkább Kostyálból, igen erős un-szimpátiát váltott ki, melynek nem félt hangot adni. Véleményéről Jelentést írt, melyet A Magyar Öltözetek Rézmetszéseiről címmel jelentetett meg:  „Ha az értekező azt állítja: hogy a magyar öltözetek eddig renddel nem közöltettek, kövesse meg magát, mert én szinte a tulajdon költségemen ...oly világosan érthető rézmetszéseken közlöttem többféle valósággal divatban lévő mint férfi mint asszonyi magyar öltözetet...”
Erre Klasszy ismét válaszolt, s ennek okán kettejük vitájának a sajtó adott teret.
Azonban kettejük munkássága nagyon hasonló. Mindketten a hagyományok megismerésére törekedtek, s ennek megfelelően régi magyar öltözékekről gyűjtöttek metszeteket, melyeket néha publikáltak is.
Kettejük vitájának legfőbb oka, hogy Klasszy szerint jogtalanul tervez magyar ruhákat egy német szabó. Klasszy ezt a „Társaság rendével és természetével megütköző dolog”-nak tartotta. Erről a témáról Kostyál így nyilatkozott: „nem a név, hanem a mesternek ügyessége által készülvén a köntös, itt csak az fog ítéletet hozhatni, kinek alkalmatossága volt” a munkájuk megismerésére. Tehát Kostyál szerint hírnevüket nem a nevük és a céhes tagságuk fogja befolyásolni, hanem csakis az ügyességük és a munkájuk. Ebbe Klasszy nem törődött bele s szerinte a „nemzet süllyedése lenne, ha még ebben – vagyis a magyar szabók munkájának megítélésében – is egy német szabó kénye alá volnának vetve”. 
A magyar divattörténetben egyedülállóan ebben a korszakban nemcsak az ország határain belül volt népszerű egy magyarok által generált divathullám, hanem a nemzetközi divatban is huzamosabb ideig meghatározó tudott lenni.

## Emlékezete
Jókai És mégis mozog a föld! című regényének Kortesdolgok és családi bajok fejezetében Béni bácsinak a herceg fogadására „Klasszy Vencel klasszikus ollója alól” rendelnek magyar díszruhát.